# Silene stockenii
Silene stockenii là loài thực vật có hoa thuộc họ Cẩm chướng. Loài này được Chater miêu tả khoa học đầu tiên năm 1973.